# Historia de los judíos en Estados Unidos
La historia de los judíos en Estados Unidos comienza desde los tiempos coloniales,  en donde ya existían comunidades judías. Las comunidades judías tempranas eran mayoritariamente sefardíes (judíos con orígenes en la península ibérica), compuestas de inmigrantes de Brasil y comerciantes que se establecieron en ciudades. Hasta la década de 1830, la comunidad judía de Charleston, Carolina del Sur, era la más extensa de América del Norte. A fines del siglo XIX y principios del siglo XX, muchos inmigrantes judíos abandonaron varios países de Europa central y del este para entrar a Estados Unidos como parte del crecimiento general de los movimientos de inmigración. Por ejemplo, muchos judíos alemanes llegaron a mediados del siglo XIX, establecieron negocios textiles en pueblos a lo largo del país, formaron sinagogas reformistas y estuvieron activos en el área bancaria de Nueva York. La inmigración de judíos ashkenazíes hablantes del ídish oriental, entre 1880 y 1914, fue numerosa, llegando a Ciudad de Nueva York, y caracterizándose por ser pobres y de cultura judía centroeuropea tradicional. Eran religiosos ortodoxos o conservadores. Fundaron el movimiento sionista en Estados Unidos y desempeñaron un papel importante en el movimiento obrero, en los sindicatos y en el partido socialista. Económicamente, se concentraban en la industria textil.
Después de la Segunda Guerra Mundial llegaron refugiados de Europa y, luego de 1970, de la Unión Soviética. En el ámbito político, los judíos americanos han estado especialmente activos como parte de la coalición liberal del New Deal del Partido Demócrata desde la década de 1930, aunque recientemente hay un elemento Republicano conservador entre los judíos ortodoxos. Destacaron por sus importantes logros educativos, intelectuales, artísticos y en investigación científica, pero no en deportes, y altas tasas de movilidad social ascendente. Las comunidades judías en pequeños pueblos disminuyó, con la población concentrada en áreas metropolitanas grandes incrementándose.
En la década de 1940, los judíos componían el 3,7% de la población nacional. En 2019, con 7,1 millones, son el 2% de la población nacional total -reduciéndose como resultado de las bajas tasas de nacimientos y la asimilación judía. Los centros de población judía más grandes son las áreas metropolitanas de Nueva York (2,1 millones), Los Ángeles (617 000), Miami (527 750), Washington D. C. (297 290), Chicago (294 280) y Filadelfia (292 450).

## Inmigración judía
La población judía de Estados Unidos es producto de olas de inmigración principalmente del centro y este de Europa; la emigración estaba inspirada en un principio por el atractivo de las oportunidades sociales y de emprendimientos, y más tarde por constituirse como refugio de los peligros del continuo antisemitismo europeo. Pocos regresaron alguna vez a Europa, aunque comprometidos impulsores del sionismo hicieron aliá a Israel.
De una población de 1000 a 2000 residentes judíos en 1790, principalmente judíos sefardíes holandeses, judíos de Inglaterra y súbditos británicos, la población credió hasta 15 000 en 1840 y hacia 250 000 en 1880. Casi toda la inmigración ashkezaní de mediados del siglo XIX llegó a Estados Unidos desde países de habla germana, en medio de la migración general alemana a Estados Unidos. A su llegada hablaban alemán y se establecieron a lo largo del país, asimilándose a la población del nuevo país; los judíos se integraron en el comercio en muchas ciudades, especialmente en el textil.
Entre 1880 y el inicio de la Primera Guerra Mundial en 1914, aproximadamente dos millones de judíos ashkenazíes hablantes de ídish inmigraron de Europa del Este, donde los repetidos pogroms les dejaban en una situación constante de riesgo de ser asesinados por multitudes. Llegaron de Rusia, la Zona de Asentamiento (Polonia moderna, Lituania, Bielorrusia, Ucrania y Moldavia) y de zonas de Polonia controladas por Rusia. Este último grupo se concentró en la ciudad de Nueva York, creó la industria textil, que proveía de tiendas el país, e su presencia fue importante en los sindicatos. Inmigraron junto con otros grupos no judíos del sur y este de Europa, constituyendo una gran diferencia con la demografía histórica predominante en Estados Unidos proveniente del norte y oeste de Europa; los registros indican que entre 1880 y 1920 aquellos inmigrantes crecieron de menos del 5% de todos los inmigrantes europeos a cerca del 50%. Este temido cambio renovó el sentimiento nativista, el nacimiento de la Liga de Restricción de la Inmigración y estudios del congreso por la Comisión Dillingham entre 1907 y 1911. La Ley de Cuotas de Emergencia de 1921 estableció restricciones a la inmigración específicamente en esos grupos y la Ley de Inmigración de 1924 ajustó y codificó aún más estos límites. Con la llegada de la Gran Depresión, y aun con las condiciones empeoradas para los judíos en Europa con la aparición de la Alemania Nazi, estas cuotas continuaron vigentes con pequeñas modificaciones hasta la Ley de Inmigración y Nacionalidad de 1965.
Los judíos crearon rápidamente redes de ayuda consistentes en muchas pequeñas sinagogas y Landsmannschaften (Asociaciones territoriales) ashkenazíes, para los judíos del mismo pueblo o aldea.
Los líderes de la época instaban a la asimilación e integración en la amplia cultura americana, y los judíos rápidamente integraron parte de la vida americana. Durante la Segunda Guerra Mundial, 500.000 judíos americanos, aproximadamente la mitad de ellos hombres entre 18 y 50 años, se alistaron al ejército, y luego de la guerra, las familias judías se unieron a la nueva moda de la suburbanización, al crecer en riqueza y movilidad. La comunidad judía se expandió a otras grandes ciudades, particularmente alrededor de Los Ángeles y Miami. La gente joven ingresó a escuelas secundarias seculares y  universidades y conoció a no judíos, produciéndose un gran crecimiento de matrimonios interreligiosos, hasta un 50%. La afiliación a las sinagogas, sin embargo, creció considerablemente, de un 20% de la población judía en 1930 al 60% en 1960.
Las olas de inmigración tempranas y la restricción de la inmigración fueron seguidas por el Holocausto, que destruyó casi todas las comunidades judías europeas durante la  Segunda Guerra Mundial, como resultado de la política genocida de los nazis; esto volvió a Estados Unidos el hogar de la población judía más grande del mundo fuera del Estado de Israel. En 1900 había 1,5 millones de judíos americanos; en 2005 eran 5,3 millones.
En un nivel teológico, los judíos estadounidenses están divididos entre numerosas denominaciones, de las cuales las más numerosas son el judaísmo, reformista, el conservador y el ortodoxo. Sin embargo, casi el 25% de los judíos estadounidenses no se encuentran afiliados a ninguna denominación. Los conservadores surgieron en Estados Unidos y los reformistas en Alemania, pero fueron popularizados en Estados Unidos.

## Época colonial

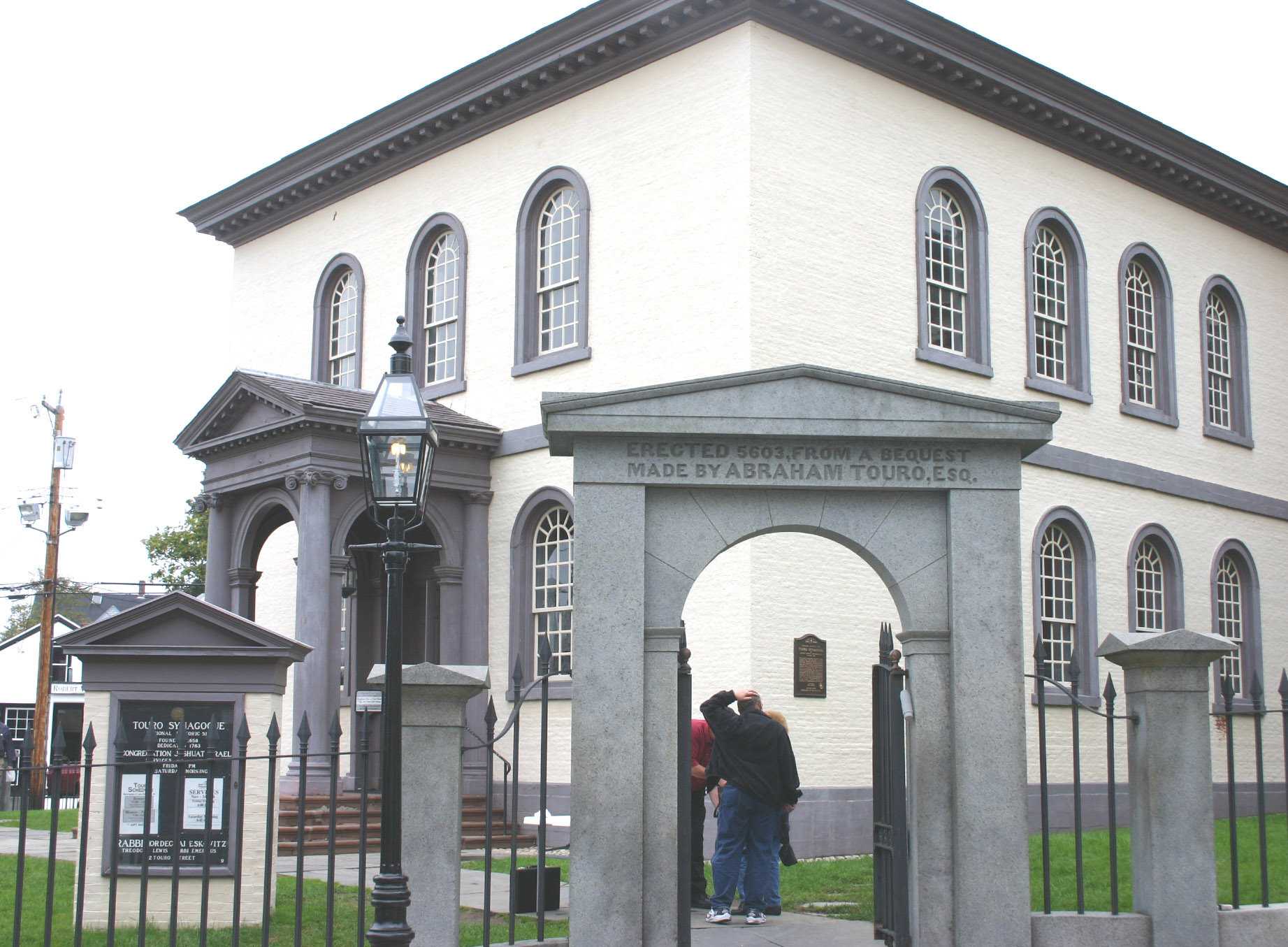
La Sinagoga Touro, construida en 1759 en Newport, Rhode Island, es la sinagoga más antigua aun en pie en Estados Unidos.

El conquistador y converso español Luis de Carabajal y Cueva fue el primero en llegar a lo que hoy es Texas en 1570. La primera persona nacida judía en llegar al suelo estadounidense fue Joachim Gans en 1584. Elías Legarde (también conocido como Legardo) fue un judío sefardí que llegó a James City, Virginia en el barco Abigail en 1621. De acuerdo a Leon Huhner, Legarde provenía de Languedoc, Francia, y fue contratado para ir a la Colonia a enseñar cómo cultivar uvas para vino. Elías Legarde vivía en Buckroe, Elizabeth City en febrero de 1624. Legarde fue empleado por Anthonie Bonall (fabricante de seda y cultivador de viñedos para producir vino), uno de los hombres de Languedoc enviados a la colonia por John Bonall (guardián de los gusanos de seda del Rey James I. En 1628 Legarde arrendó 40 hecáreas en el sector oeste de Harris Creek en Elizabeth City. Josef Mosse y Rebecca Isaake se encuentran registrados en Elizabeth City en 1624. John Levy patentó 81 hectáreas de tierra en la rama principal de Powell's Creek, Virginia, alrededor de 1648. Dos hermanos llamados Silvedo y Manuel Rodríguez están documentados en Lancaster County, Virginia, alrededor de 1650. Ninguno de los judíos de Virginia fueron forzados a irse bajo ninguna condición.

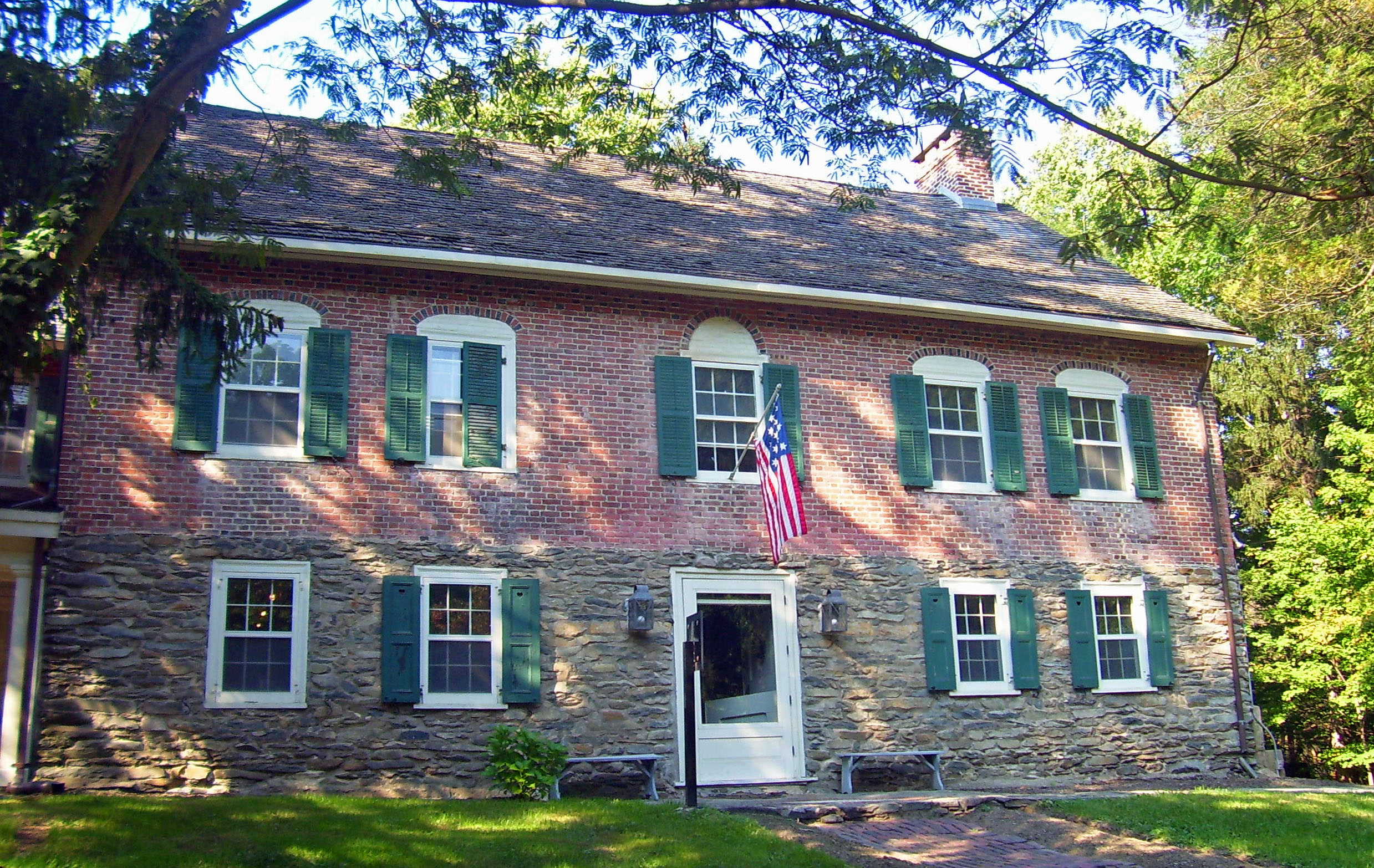
La Casa Gómez Mill, construida en 1714 cerca de Marlboro, Nueva York, por un judío sefardí de Portugal. Residencia judía más antigua aun en pie.

El comerciante judío Solomon Franco llegó a Boston en 1649 y recibió un estipendio de los puritanos con la condición de que se retirara en el próximo viaje a Holanda. En septiembre de 1654, apenas antes del año nuevo judío, veintitrés personas de la comunidad sefardí de los Países Bajos, llegaron de la entonces colonia holandesa de Recife, Brasil, a Nueva Amsterdam (Ciudad de Nueva York). El gobernador Peter Stuyvesant trató de dar más impulso a su Iglesia Reformada Neerlandesa discriminando a otras religiones, pero el pluralismo religioso ya era una tradición en los Países Bajos, y sus superiores en la Compañía Neerlandesa de las Indias Occidentales en Ámsterdam lo desautorizó. En 1664 los ingleses conquistaron Nueva Ámsterdam y la renombraron Nueva York.
También se estableció la tolerancia religiosa en las colonias; la colonia de Carolina del Sur, por ejemplo, se encontraba gobernada originariamente por una carta minuciosa redactada en 1669 por el filósofo inglés John Locke. La carta concedía la libertad de conciencia a todos los colonos, mencionando expresamente a "judíos, herejes y disidentes". Como resultado, Charleston, Carolina del Sur, tiene una historia se colonización sefardí particularmente larga, que en 1816 contabilizaba alrededor de 600, en eses momento la ciudad con población judía más grande de Estados Unidos. Los judíos sefardíes holandeses se encontraban también entre los primeros colonos de Newport (donde se encuentra hoy la sinagoga más antigua aun en pie del país, la Touro Synagogue), Savannah, Filadelfia y Baltimore. En la ciudad de Nueva York, la Congregación Shearith Israel es la congregación continua más antigua, habiendo comenzado en 1687 y construido su primera sinagoga en 1728 y cuyo edificio actual aun contiene piezas originales de la primera.
En 1740 el Parlamento aprobó la Ley de Plantación para regularizar y alentar la inmigración; la ley permitía específicamente naturalizar en las colonias americanas a judíos y anglicanos inconformistas. Al momento de la Revolución Americana, la población judía en Estados Unidos aun era pequeña, con solo mil a dos mil en una población colonial de alrededor de 2,5 millones.

## Era revolucionaria

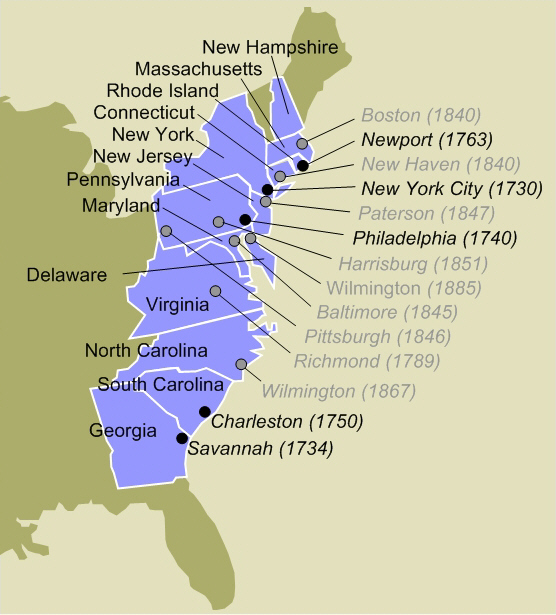
Congregaciones judías tempranas en las trece colonias británicas en América del Norte.

Hacia 1776 y la Guerra de Independencia, alrededor de 2000 judíos vivían en Estados Unidos, la mayor parte de ellos sefardíes que inmigraron desde España y Portugal. Cumplieron un rol en la lucha por la independencia, incluso luchando contra los británicos, siendo Francis Salvador el primer judío en morir, así como también teniendo un papel en el financiamiento de la revolución, con Haym Salomon como uno de los financieros clave. El oficial judío de más alto rango de las fuerzas coloniales fue el Coronel Mordecai Sheftall. Otros, como David Salisbury Franks, a pesar de su servicio leal tanto en el Ejército Continental como en los cuerpos diplomáticos americanos, sufrió su asociación como ayudante de campo del traidor general Benedict Arnold.
El presidente George Washington recordó la contribución judía cuando escribió una carta a la congregación sefardí de Newport, Rhode Island el 17 de agosto de 1790: "Que los hijos del rebaño de Abraham que viven en la tierra continúen mereciendo y disfrutando de la buena voluntad de los otros habitantes. Mientras todos puedan sentarse seguros bajo sus propias viñas e higueras y no deberá haber nadie que le cause tener miedo".
El comerciante judío Aaron Lopez fue instrumental en el intercambio de esclavos en Newport, Rhode Island.
En 1790, aproximadamente 2500 judíos en Estados Unidos enfrentaron un número de restricciones legales en varios estados que impedían a no cristianos detentar cargos públicos y votar, pero Delaware, Pensilvania, Carolina del Sur y Georgia pronto eliminaron estas barreras, así como lo hizo el Bill of Rights en 1791 en general. Los judíos sefardíes se volvieron activos en temas comunitarios en la década de 1790, luego de lograr la igualdad política en los cinco estados en los cuales eran más numerosos. Otras barreras no cayeron oficialmente por décadas hasta 1842 en Rhode Island, 1868 en Carolina del Norte y 1877 en Nuevo Hampshire. A pesar de estas restricciones, que fueron ejecutadas muchas veces en forma desigual, había realmente muy pocos judíos en Estados Unidos de los siglos XVII y XVIII para que los incidentes antijudíos se volvieran un fenómeno social o político significativo en la época. La evolución para los judíos desde la tolerancia a la igualdad civil y política completa que llegó tras la Revolución Americana ayudó a que el antisemitismo nunca se volviera tan común como en Europa.

## sigloXIX
Siguiendo tradiciones religiosas y enseñanzas culturales sobre el mejoramiento de los correligionarios, los residentes judíos en Estados Unidos comenzaron a organizar sus comunidades en el principio del siglo XIX. Ejemplos tempranos incluyen un orfanato judío creado en Charleston, Carolina del Sur en 1801 y la primera escuela judía, Polonies Talmud Torah, establecida en Nueva York en 1806. En 1843 se fundó la primera organización judía secular nacional en Estados Unidos, el B'Nai B'rith.
Los judíos texanos fueron parte de la historia de Texas desde que los primeros exploradores europeos llegaron en el siglo XVI. La Texas española no recibía judíos fácilmente identificables, pero llegaron de cualquier modo. Jao de la Porta se encontraba con Jean Laffite en Galveston, Texas en 1816, y Maurice Henry estaba con Velasco en los fines de la década de 1820. Judíos lucharon en los ejércitos de la revolución de Texas en 1836, algunos con Fannin en Goliad y otros en San Jacinto. El Dr. Albert Levy se volvió médico general de las fuerzas revolucionarias texanas en 1835 y participó de la captura de Béxar, uniéndose al año siguiente a la Armada de Texas.
Hacia 1840, los judíos constituían una pequeña pero estable minoría de clase media de aproximadamente 15.000 sobre 17 millones de estadounidenses contados en el censo de EE. UU. Los judíos se casaban con personas de otras religiones libremente, continuando una tendencia que había comenzado un siglo antes. Sin embargo, cuando la inmigración incrementó la población judía a 50.000 hacia 1848, los estereotipos negativos sobre judíos se volvieron más comunes en los diarios, literatura, teatro, arte y cultura popular y los ataques físicos se tornaron más frecuentes.
Durante el siglo XIX (especialmente en las décadas de 1840 y 1850) la inmigración judía fue principalmente azkenazí desde Alemania, trayendo una población liberal y educada que había experimentado la Haskalá (el iluminismo judío). Fue en los Estados Unidos del siglo XIX donde las dos más grandes ramas del judaísmo se establecieron a través de estos inmigrantes alemanes: el Judaísmo Reformista (desde el judaísmo reformista alemán) y el Judaísmo Conservador, en reacción a la percibida liberalidad del judaísmo reformista.

### Guerra Civil
Durante la Guerra Civil de Estados Unidos, aproximadamente 3000 judíos (entre los 150.000 judíos en Estados Unidos) lucharon en el lado confederado y 7000 en el bando de la Unión. Los judíos también tuvieron un rol de liderazgo en ambos lados, con nueve generales judíos en servicio en el Ejército de la Unión, siendo los más representativos el brigadier general Edward Solomon (que logró el rango a la edad de veintinueve años) y Frederick Knefker. También hubo veintiún coroneles judíos que lucharon por la Unión, entre ellos Marcus M. Spiegel de Ohio y Max Friedman, que comandó el Regimiento de Pensilvania n.º 65, 5° Caballería, también conocida como los Dragoons de Cameron, que incluían una notable cantidad de inmigrantes judíos alemanes de Filadelfia entre sus líneas. Varias docenas de oficiales judíos también lucharon para la Confederación, destacándose el coronel Abraham Charle Myers, un graduado de West Point y el oficial de intendencia del Ejército Confederado.
Judah P. Benjamin sirvió como Secretario de Estado y Secretario de Guerra de la Confederación en ejercicio.
Numerosos banqueros judíos desempeñaron papeles clave en la provisión financiera del gobierno en ambos bandos de la Guerra Civil: Speyer y la familia Seligman para la Unión, y Emile Erlanger y Cía. para la Confederación.

En diciembre de 1862 el mayor general Ulysses S. Grant, enojado por el intercambio ilegal de algodón contrabandeado, dictó la Orden General n.º 11 que expulsaba a lo judíos de áreas bajo su control en el oeste de Tennessee, Misisipi y Kentucky:
Los judíos, como una clase que viola todas las regulaciones de comercio establecidas por el Departamento del Tesoro y también órdenes de departamentos, están por esta orden expulsados... dentro de las veinticuatro horas de recibida esta orden.
Los judíos apelaron al presidente Abraham Lincoln, quien inmediatamente ordenó al general Grant rescindir la orden. Sarna nota que hubo una oleada de muchas formas de intolerancia antijudía en ese momento. Sin embargo, concluye que las implicaciones a largo plazo fueron muy favorables, dado que el episodio también empoderó a los judíos con el conocimiento de que podían luchar contra la intolerancia y ganar, incluso contra un importante general. La revocación de la orden de Grant, especialmente sumada a la victoria en el caso de la capellanía, fortaleció en una forma apreciable a la comunidad judía e incrementó su autoconfianza. Los éxitos también validaron las políticas de activismo de la comunidad judía que basaba sus reclamos de igualdad en las leyes y los valores americanos, apoyándose en la ayuda de oficiales públicos para combatir los prejuicios y defender los derechos de las minorías judías.

## Discriminación
El antisemitismo europeo también llegó a EEUU, especialmente debido al rápido crecimiento de la inmigración judía y a que eran pobres. La alta sociedad de EEUU ponía trabas para que los judíos se integrasen en su seno. El Ku Klux Klan es uno de los grupos organizados de odio contra los judíos, así como de otras minorías (negros, católicos...). El Holocausto nazi produjo que la discriminación contra los judíos en EEUU estuviese mal considerada, pero eso no ha evitado que siga existiendo (para saber más History of antisemitism in the United States).